# Kosmos 23
Kosmos 23 – radziecki satelita technologiczny. Drugi ze statków typu Omega (pierwszy to Kosmos 14), serii Dniepropetrowsk Sputnik. Statek przenosił również pogodowy radiometr podczerwieni do obserwacji pokrywy chmur (tak jak Kosmos 14). 
Testował elektryczny system orientacji statku (skonstruowany przez przedsiębiorstwo VNIIEM) zapewniający stabilizację trójosiową, systemy zasilania (bateryjne i słoneczne).
Łączność ze statkiem utrzymywano za pomocą radiostacji Mayak, pracującej na częstotliwości 20 MHz.